# Gara Dover Priory
Gara Dover Priory este o gară din Anglia, aflată la capătul de sud al Magistralei South Eastern, și este principala gară care deservește orașul Dover, Kent, cealaltă gară fiind Kearsney, aflată la periferia orașului. Este la 124,4 km distanță de Londra Victoria. Gara și toate trenurile care sunt opresc aici sunt operate de Southeastern.

## Istorie
În 1868, șeful de gară Edward Walsh(e) a fost ucis de Thomas Wells, în vârstă de 18 ani, un hamal al LCDR, după ce acesta din urmă a fost mustrat pentru munca sa. Wells a fost condamnat și spânzurat.

## Servicii

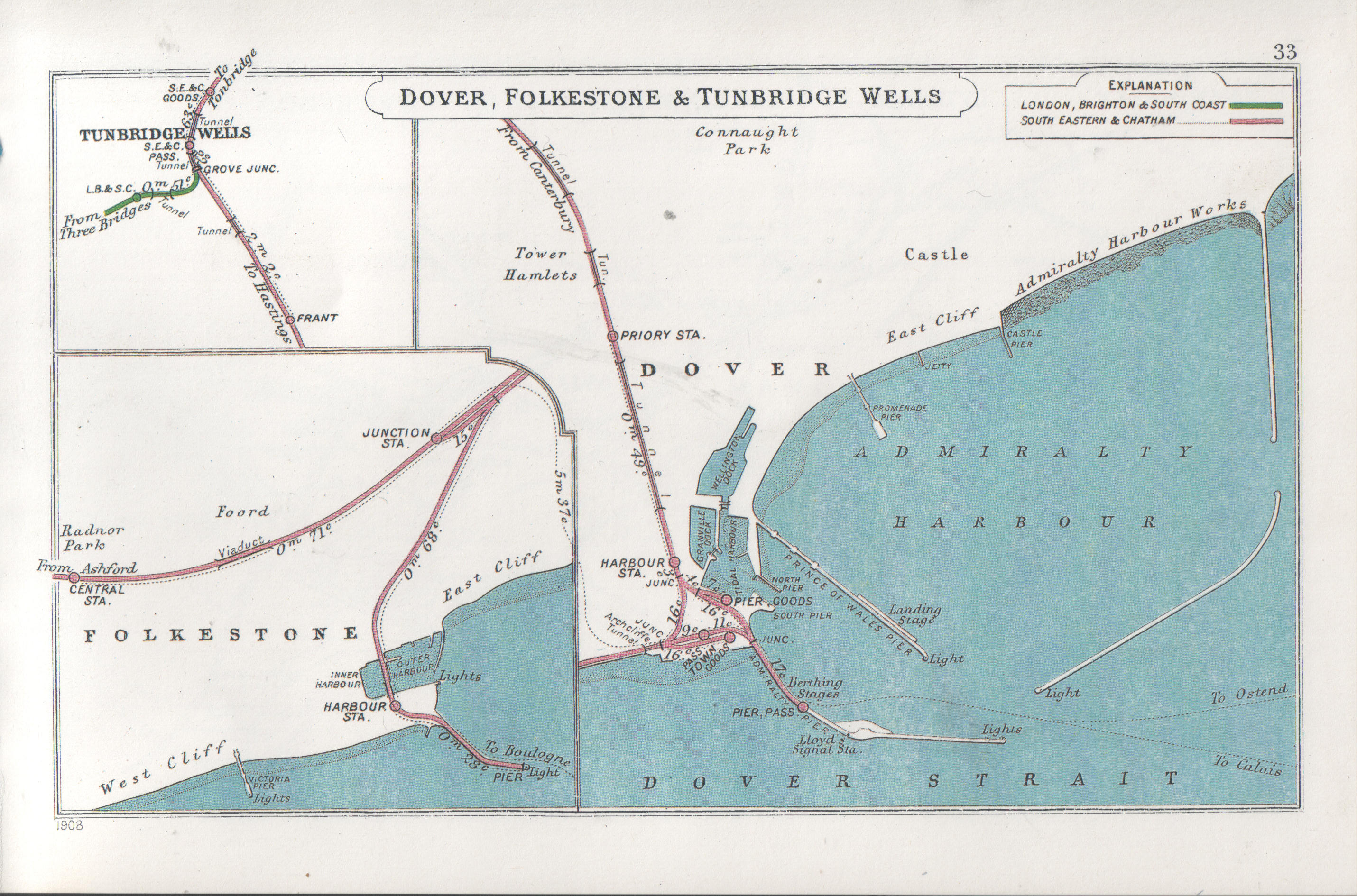
O hartă din 1908 care arată liniile de cale ferată din jurul Dover

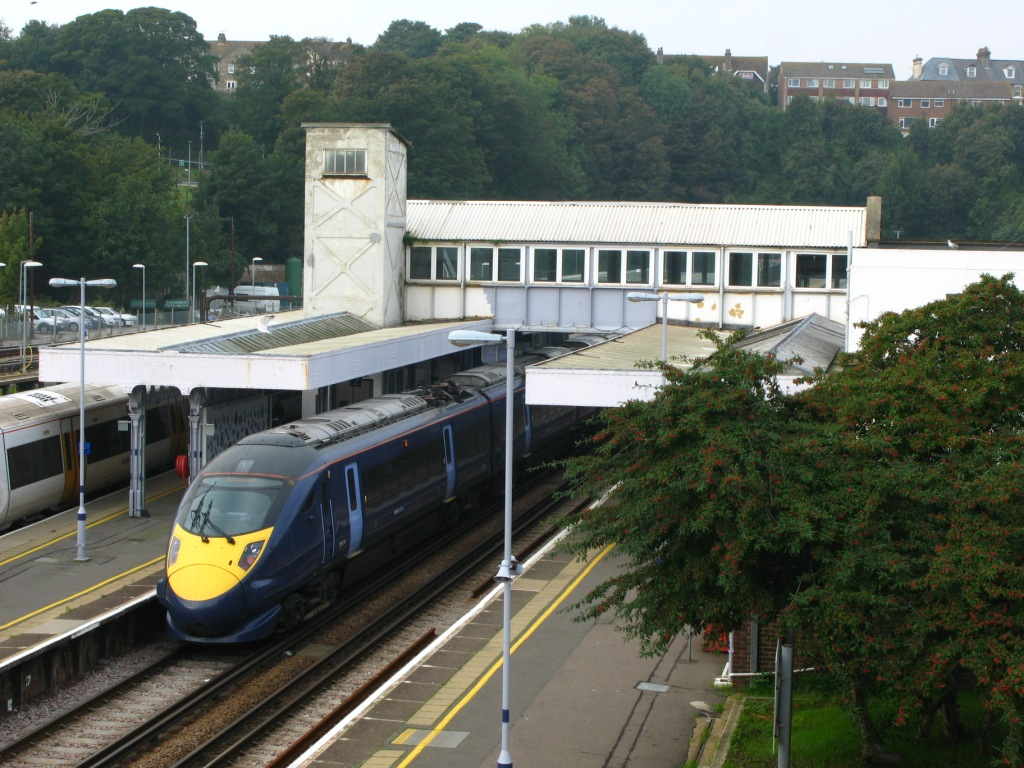
Un tren de mare viteză spre St Pancras

Din septembrie 2016, în afara orelor de vârf, la fiecare oră opresc aici:
- 1 spre Londra St Pancras via Ashford International
- 1 spre Londra St Pancras via Deal, Ramsgate, Faversham, Chatham și Gravesend
- 1 spre Londra Charing Cross via Sevenoaks
- 1 spre Ramsgate via Deal
- 2 spre Londra Victoria via Chatham & Bromley South